# Michel Couëtoux
Michel Couëtoux est un universitaire, syndicaliste et homme politique français né le 2 août 1924 à Nort-sur-Erdre et mort le 29 juillet 2007 à Saint-Barthélemy-du-Gua.

## Biographie
Michel Marie Louis René Couëtoux est le fils de Louis Couëtoux, commis principal, attaché à la Compagnie générale transatlantique, et de Marie-Joseph Bureau. Il est le frère de Jean Couëtoux (1926-1949), officier de marine mort disparu en mer à bord d'un avion alors qu'il était affecté sur le croiseur Jeanne d'Arc.
Après des études au collège Saint-Stanislas à Nantes, Villard-de-Lans et aux lycées de Briançon et de Besançon, où il obtient le baccalauréat en 1943, il s'engage dans la Résistance, au sein de l'Armée secrète du maquis de Vallouise, prenant part à la Libération dans le Briançonnais. 
Journaliste à La Vie des métiers et à L'Humanité, il intègre l'École normale supérieure de l'enseignement technique en 1955, puis l'École des hautes études commerciales. Il est licencié en droit et agrégé des sciences et techniques économiques.
Couëtoux devient ensuite professeur agrégé en sciences de gestion, enseinant successivement au lycée technique de Chambéry, au lycée Vaucanson de Grenoble et au lycée Louise-Michel à Grenoble en 1964. 
Couëtoux, militant « Unité pour une action syndicale efficace » du Syndicat national de l'enseignement technique (SNET), est le secrétaire régional du SNET pour l'Académie de Grenoble de 1963 à 1966 et préside les séances du 27 mars 1964 et du 10 avril 1965 des congrès nationaux du SNET. 
Devenu enseignant chercheur à l'université des sciences sociales de Grenoble, maître de conférences à l'Institut de recherche économique et de planification (IREP), il dirige le département « Gestion » de l'Institut universitaire de technologie de Grenoble et conseiller du recteur sur les questions de la formation et de l'emploi. Il publie des ouvrages de sciences sociale et assiste les comités d'entreprise en tant qu’expert comptable.
Membre du Parti communiste français (PCF) en 1947, Couëtoux est conseiller général de l'Isère pour le canton de Vif de 1973 à 1989 et vice-président (chargé des affaires culturelles) du Conseil général de l'Isère de 1982 à 1985. Dans ces fonctions, il participe à la création du musée de la Révolution française au château de Vizille et du Centre d'archéologie de Grenoble.
Il est maire du Pont-de-Claix de 1977 à 1999 et préside de la commission départementale de l'équipement.
En novembre 1991, il est l'un des 73 communistes signataires du manifeste « Urgence du futur ».

## Travaux
- Les Problèmes de l'approvisionnement, 1972
- L'analyse des emplois et formations de niveau supérieur, 1974
- Justice et entreprises en difficulté: échec de la gestion ou gestion de l'échec ?, Documentation française, 1980
- Figures du secret, Presses universitaires de Grenoble, 1981

## Hommages
Une place de la commune de Pont-de-Claix porte son nom.